# Hans Colsman
Hans Colsman (* 20. April 1896; † 1977) war ein deutscher Unternehmer in der Textilindustrie.

## Werdegang
Colsman war geschäftsführender Teilhaber der Seidenweberei Gebr. Colsman in Langenberg im Rheinland, der heutigen Weberei Gebrüder Colsman in Essen. Die berufsständischen Interessen vertrat er als Vorstandsmitglied des Vereins deutscher Seidenwebereien.
Daneben war er Mitglied des Grubenvorstands der Michelwerke und der Gewerkschaft Michel sowie Aufsichtsratsmitglied verschiedener anderer Unternehmen.

## Ehrungen
- 1953: Verdienstkreuz (Steckkreuz) der Bundesrepublik Deutschland